# イオセフォ・マシ
イオセフォ・マシ（Iosefo Masi、1998年5月9日 - ）は、スーパーラグビー・パシフィック・フィジアン・ドゥルアに所属するラグビーユニオン選手、ラグビーリーグ選手。

## プロフィール
- フィジー出身。
- ポジションはFW[1]。
- 身長 190cm、体重 84kg
- 大学生である[2]。
- フィジー代表キャップは8（2024年7月現在）でワールドカップ2023のフィジー代表に選ばれた[3]。

## 略歴
2021年、東京五輪の7人制フィジー代表に選ばれて金メダル獲得。
2022年、フィジアン・ドゥルアに加入。
2024年、2024パリ五輪の7人制フィジー代表に選ばれて銀メダル獲得。